# Jacques Derrida
Jacques Derrida (El-Biar, Algéria, 1930. július 15. – Párizs, 2004. október 8.) nagy hatású és nagy vitákat kiváltó posztmodern francia filozófus.

## Életrajza
Algériai születése révén az ún. feketelábúak közösségéhez tartozott.

## Gondolatai
A jelentés, értelem és ezek elméleteinek újszerű megfogalmazása gondolkodása eredetiségét tükrözi: nevezetes módszere a dekonstrukció, melyet mind a filozófiában mind az irodalomelméletben alkalmaznak (főként ez utóbbiban lényeges a konstruktivizmussal való szembenállása). Lényege a fogalmak, illetve irodalmi alkotások lebontása, visszabontása és sokszor a szabad asszociáción alapuló újraépítése, melyet újabb visszabontás követ, anélkül, hogy valaha is végső értelemmel bíró interpretációhoz jutnánk.
A filozófiatörténetben kimutatja, hogy a filozófiai rendszerek alapvető ellentétességekre épülnek (például jó-rossz, külső-belső, egyes-általános), mely párok egyik tagját a rendszer előnyben részesíti a másik rovására. Az előnyben részesített fogalomnak azonban Derrida szerint csak a másik fogalommal való ellentétében van értelme. Tagadja, hogy a filozófia általános célja a végső, lezárt rendszer lehetséges lenne. Lényeges fogalma az elkülönböződés (différance – szándékos betűcserével), mellyel a dolgok különbségükben történő megjelenését, különbségükben való létét érzékelteti, valamint a kiegészítés (suppléer), amely a dolgok különbözőségéből eredő hiányra vonatkozik.
A szubjektum nem centrum, középpont, hanem bizonyos konstrukciók állandóan változó összessége. Az ember hiányaiból építkező lény, aki a folyton mozgásban lévő különbségek alapján fedezi fel a dolgok értelmét, ennek során pedig újabb és újabb kiegészítésre szoruló hiány keletkezik: nincs végső értelem, csak az interpretáció előrehaladása.
Mivel a francia filozófust erőteljesen foglalkoztatta a nyelv kérdése, munkássága az irodalomelméletre és az irodalomtudományra is nagy hatást gyakorolt. Derrida nyelvfilozófiájára jellemző, hogy a nyelv metaforikusságát hangsúlyozza. A nyelv ezek szerint nem nevez meg semmilyen transzcendens jelöltet, és nem a referencia (vagyis a valóságra való vonatkozás, a valóság megjelenítése), hanem a metaforikusság jellemzi: a nyelvi jelek egymásra utalnak, egymást tükrözik. A szövegek értelmezése során emiatt soha nem juthatunk el egy végső, önazonos jelentéshez, a szöveg ezért kimeríthetetlen. Másfelől Derrida hangsúlyozta, hogy minden szöveg heterogén, egymást kizáró jelentésekből áll. Ez a nyelvfelfogás egyébként szintén jellemzi Paul de Man műveit, aki Derrida jó barátja volt, és a dekonstrukció amerikai ágának legfontosabb képviselője.

## Magyarul
- Grammatológia; transzformálta Molnár Miklós; Életünk–Magyar Műhely, Szombathely–Párizs, 1991
- Jacques Derrida–Immanuel Kant: Minden dolgok vége; ford. Angyalosi Gergely, Mesterházi Miklós, Nyizsnyánszky Ferenc; Századvég–Gond, Budapest, 1993 (Horror metaphysicae)
- Esszé a névről; ford. Boros János, Csordás Gábor, Orbán Jolán; Jelenkor, Pécs, 1995 (Dianoia sorozat)
- Marx kísértetei. Az adósállam, a gyász munkája és az új Internacionálé; ford. Boros János, Csordás Gábor, Orbán Jolán; Jelenkor, Pécs, 1995 (Dianoia sorozat)
- A szellemről. Heidegger és a kérdés; ford. Angyalosi Gergely, Babarczy Eszter; Osiris, Budapest, 1995 (Horror metaphysicae)
- A másik egynyelvűsége avagy Az eredetprotézis; ford. Boros János, Csordás Gábor, Orbán Jolán; Jelenkor, Pécs, 1997
- Ki az anya?; ford. Boros János, Csordás Gábor, Orbán Jolán; Jelenkor, Pécs, 1997
- Mémoires Paul de Man számára; ford. Simon Vanda; Jószöveg Műhely, Budapest, 1998 (Jószöveg könyvek)
- A disszemináció; ford. Boros János, Csordás Gábor, Orbán Jolán; Jelenkor, Pécs, 1998
- Istenhozzád Emmanuel Lévinasnak; ford. Boros János, Csordás Gábor, Orbán Jolán; Jelenkor, Pécs, 2000
- Az idő adománya. A hamis pénz; ford. Kicsák Lóránt; Gond-Cura Alapítvány–Palatinus, Budapest, 2003 (Gutenberg tér)
- Esszé a névről; ford. Boros János, Csordás Gábor, Orbán Jolán; 2. jav. kiad.; Jelenkor, Pécs, 1995 (Dianoia sorozat)
- Hit és tudás. A "vallás" két forrása a puszta ész határain; ford. Boros János, Orbán Jolán; Brambauer, Pécs, 2006 (Filozófia éppen most)
- Jacques Derrida: Az archívum kínzó vágya. Freudi impresszió; Wolfgang Ernst: Archívumok morajlása. Rend a rendetlenségből; ford. Bereczki Péter, Lénárt Tamás; Kijárat, Budapest, 2008 (Figura)
- A hang és a fenomén. A jel problémája Husserl fenomenológiájában; ford. Seregi Tamás; Kijárat, Budapest, 2013
- Grammatológia; ford. Marsó Paula; Typotex, Budapest, 2014
- Bitangok. Két esszé az észről; ford. Kicsák Lóránt; L'Harmattan–SZTE Filozófia Tanszék, Budapest–Szeged, 2015 (Rezonőr)

## Külső hivatkozások
- Jacques Derrida: A struktúra, a jel és a játék az embertudományok diszkurzusában
- Jacques Derrida: Grammatológia I., II., III., IV.
- Jacques Derrida: Az el-különbözés
- Jacques Derrida: Éperons – Nietzsche stílusai
- Jacques Derrida: Szenvedések